# 1987 NBA Draft
1987 NBA Draft – National Basketball Association Draft, który odbył się 22 czerwca 1987 w Nowym Jorku.

## Legenda
Pogrubiona czcionka – wybór do All-NBA Team.
|  | - występ w NBA All-Star Game. |

Gwiazdka (*) – członkowie Basketball Hall of Fame.

## Runda pierwsza
| Nr | Zawodnik              | Narodowość        | Drużyna NBA            | College/Drużyna                |
| -- | --------------------- | ----------------- | ---------------------- | ------------------------------ |
| 1  | David Robinson * (C)  | Stany Zjednoczone | San Antonio Spurs      | United States Naval Academy    |
| 2  | Armen Gilliam (PF)    | Stany Zjednoczone | Phoenix Suns           | University of Nevada           |
| 3  | Dennis Hopson (SF)    | Stany Zjednoczone | New Jersey Nets        | Ohio State University          |
| 4  | Reggie Williams (SF)  | Stany Zjednoczone | Los Angeles Clippers   | Georgetown University          |
| 5  | Scottie Pippen * (SF) | Stany Zjednoczone | Chicago Bulls          | University of Central Arkansas |
| 6  | Kenny Smith (PG)      | Stany Zjednoczone | Sacramento Kings       | University of North Carolina   |
| 7  | Kevin Johnson (PG)    | Stany Zjednoczone | Cleveland Cavaliers    | University of California       |
| 8  | Olden Polynice (C)    | Haiti             | Seattle SuperSonics    | University of Virginia         |
| 9  | Derrick McKey (SF/PF) | Stany Zjednoczone | Seattle SuperSonics    | University of Alabama          |
| 10 | Horace Grant (PF/C)   | Stany Zjednoczone | Chicago Bulls          | Clemson University             |
| 11 | Reggie Miller * (SG)  | Stany Zjednoczone | Indiana Pacers         | UCLA                           |
| 12 | Muggsy Bogues (PG)    | Stany Zjednoczone | Washington Bullets     | Wake Forest University         |
| 13 | Joe Wolf (C)          | Stany Zjednoczone | Los Angeles Clippers   | University of North Carolina   |
| 14 | Tellis Frank (PF)     | Stany Zjednoczone | Golden State Warriors  | Western Kentucky University    |
| 15 | José Ortiz (PF)       | Portoryko         | Utah Jazz              | Oregon State University        |
| 16 | Christian Welp (C)    | Niemcy            | Philadelphia 76ers     | University of Washington       |
| 17 | Ronnie Murphy (SG)    | Stany Zjednoczone | Portland Trail Blazers | Jacksonville University        |
| 18 | Mark Jackson (PG)     | Stany Zjednoczone | New York Knicks        | St. John’s University          |
| 19 | Ken Norman (SF)       | Stany Zjednoczone | Los Angeles Clippers   | University of Illinois         |
| 20 | Jim Farmer (SG)       | Stany Zjednoczone | Dallas Mavericks       | University of Alabama          |
| 21 | Dallas Comegys (F)    | Stany Zjednoczone | Atlanta Hawks          | DePaul University              |
| 22 | Reggie Lewis (SG)     | Stany Zjednoczone | Boston Celtics         | Northeastern University        |
| 23 | Greg Anderson (PF)    | Stany Zjednoczone | San Antonio Spurs      | University of Houston          |

Gracze spoza pierwszej rundy tego draftu, którzy wyróżnili się w czasie gry w NBA to: Šarūnas Marčiulionis, Chris Dudley.